# کوچی ۲۳۹۶
سیارک ۲۳۹۶ (به انگلیسی: 2396 Kochi، نامگذاری:1981CB) دو هزار و سیصد و نود و ششمین سیارک کشف شده‌است که در ۹ فوریه ۱۹۸۱ کشف شد.
قدر مطلق سیارک برابر ۱۱٫۶۰ است.